# Onychogalea fraenata
Onychogalea fraenata é uma espécie de marsupial da família Macropodidae, endêmica da Austrália.